# Imparfinis munduruku
Imparfinis munduruku — вид сомоподібних риб з родини гептаптерових (Heptapteridae). Описаний у 2019 році.

## Поширення
Ендемік Бразилії. Поширений у басейні річки Тапажос та її притоки Телес-Пірес на півночі країни. 